# Cosmopterix sibirica
Cosmopterix sibirica ist ein Schmetterling (Nachtfalter) aus der Familie der Prachtfalter (Cosmopterigidae).

## Merkmale
Die Falter erreichen eine Flügelspannweite von 11 bis 13 Millimeter. Der Kopf glänzt dunkelbraun und hat seitlich und in der Mitte weiße Linien. Die Fühler sind dunkelbraun und haben eine kurze weiße Linie, die von der Basis bis zum ersten Zehntel reicht. Subapikal befinden sich zwei weiße Abschnitte, der innere besteht aus vier Segmenten, der äußere aus zwei Segmenten. Ein weiterer, aus acht weißen Segmenten bestehender Abschnitt befindet sich am Apex. Der Thorax ist dunkelbraun und hat eine weiße Mittellinie. Die Tegulae sind dunkelbraun und innen golden umrandet. Die Vorderflügel sind dunkelbraun. In der Basalregion entspringen drei breite, spindelförmige, goldene Linien. Die erste beginnt an der Costalader und reicht bis in das zweite Drittel der Basalregion. Die zweite befindet sich über der Analfalte und reicht vom ersten Fünftel bis zum vierten Fünftel, die dritte liegt unterhalb der Analfalte und reicht vom zweiten Fünftel bis zum Ende der Mittellinie oder etwas darüber hinaus. Eine breite, gelborange Binde verläuft hinter der Flügelhälfte von der Costalader zum Flügelinnenrand. Sie weitet sich in der Mitte in Richtung Apex und verjüngt sich dann sehr stark in Richtung des Flügelinnenrandes. Innen ist sie von einer leicht unregelmäßig höckrigen, fahl goldenen Binde begrenzt. An der Außenseite befinden sich ein fahl goldfarbener Costal- und ein Dorsalfleck. Letzterer ist doppelt so groß wie der Costalfleck und liegt näher an der Flügelbasis. An den Costalfleck grenzt außen ein weißer Strich, der bis in die Fransenschuppen hineinreicht. Die Binde und die Flecke sind innen unregelmäßig schwarzbraun umrandet. Eine breite, fahl goldene Apexlinie befindet sich am Flügelinnenrand. Die Fransenschuppen sind dunkelbraun, am Flügelinnenrand werden sich in Richtung Flügelbasis fahler. An der Flügelspitze sind sie weiß. Die Hinterflügel sind bräunlich grau und haben graubraune Fransenschuppen.
Bei den Männchen ist das rechte Brachium lang und kräftig, apikal verjüngt es sich und hat eine leicht gekrümmte Spitze. Die Valven sind schlank und sichelförmig. Die Valvellae sind leicht gekrümmt und in der distalen Hälfte breit. Der Aedeagus ist groß und flaschenförmig.
Die Genitalarmatur der Weibchen wurde bisher nicht beschrieben.

## Verbreitung
Cosmopterix sibirica ist in Osteuropa im Süden des Ural beheimatet sowie im Süden Sibiriens und in der Mongolei.

## Lebensweise
Die Lebensweise der Art ist unbekannt. Falter wurden im Juni gesammelt.